# جزیره عشق (مجموعه تلویزیونی ۲۰۱۵)
جزیره عشق (به انگلیسی: Love Island) یک مجموعه تلویزیونی واقع‌نمای بریتانیایی است که از سال ۲۰۱۵ از شبکهٔ آی‌تی‌وی۲ پخش می‌شود. این برنامه نسخهٔ بازسازی‌شدهٔ مجموعه‌ای با همین نام در سال‌های ۲۰۰۵ و ۲۰۰۶ است که با حضور چهره‌های مشهور ساخته شده‌بود. تاکنون بیست و دو نسخه از آن در سراسر جهان تولید شده است.

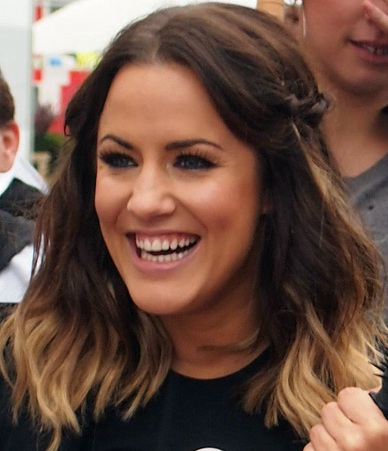
میزبان اصلی کارولین فلک تا زمان مرگش در 15 فوریه 2020 میزبان Love Island برای پنج سریال اول بود.

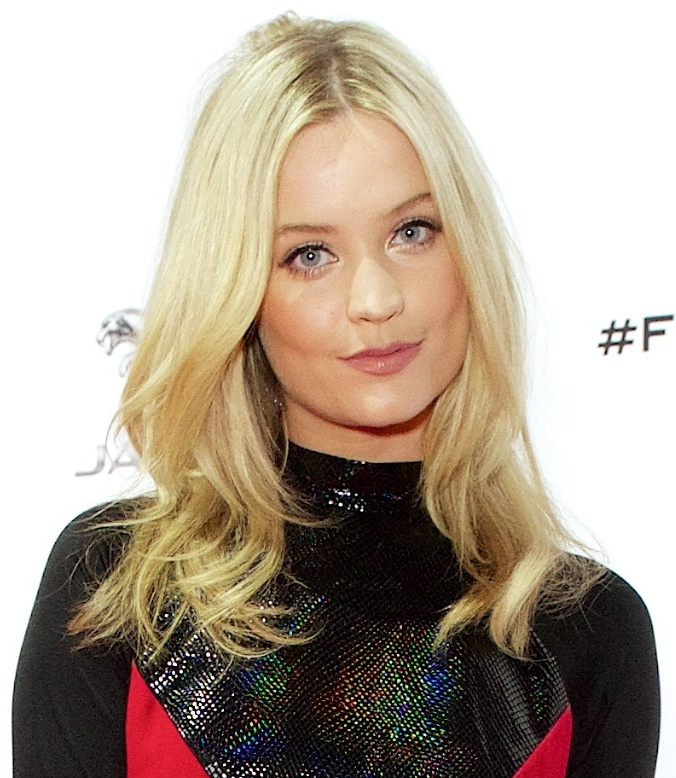
لورا ویتمور با شروع سری ششم در سال 2020 میزبانی را بر عهده گرفت.

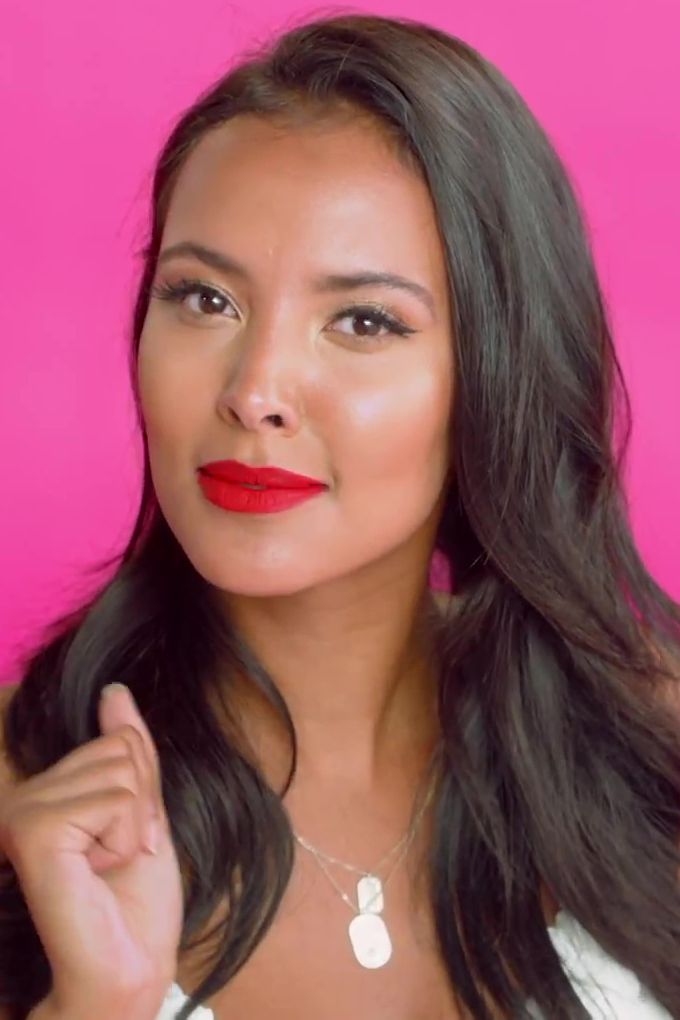
مایا جاما با شروع سریال نهم در سال 2023، جای ویتمور را به عنوان مجری بر عهده گرفت.

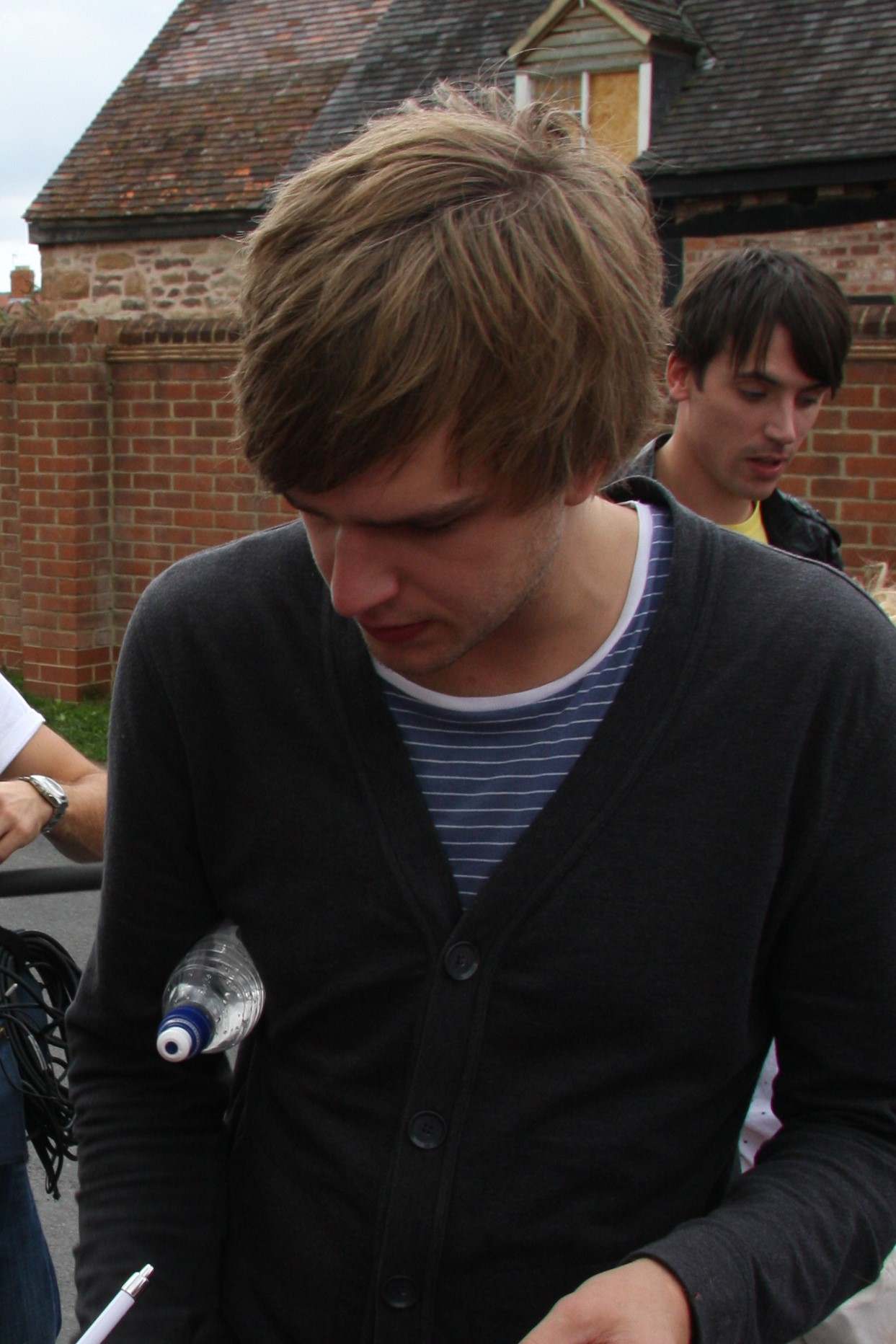
ایین استرلینگ ، راوی جزیره عشق از زمان شروع آن در سال 2015.

جزیره عشق بنیان‌گذار فرنچایز جهانی‌ای به همین نام است که تاکنون بیش از ۲۰ نسخه بین‌المللی از آن در کشورهای مختلف ساخته شده‌است. این برنامه ابتدا توسط کارولین فلک اجرا می‌شد، سپس لورا ویت‌مور و اکنون مایا جاما مجری آن است. ایان استرلینگ نیز از ابتدا به عنوان راوی حضور داشته‌است.
این مجموعه در فرهنگ عامه بریتانیا تأثیر فراوانی گذاشته و در سال ۲۰۱۸ به پربیننده‌ترین برنامه در تاریخ شبکه آی‌تی‌وی۲ تبدیل شد. در سال ۲۰۲۰ نیز به عنوان پربیننده‌ترین برنامه تلویزیونی در میان افراد ۱۶ تا ۳۴ ساله شناخته شد. با این حال، برنامه با جنجال‌هایی مانند خودکشی چند شرکت‌کننده و مجری سابقش روبه‌رو شده و برخی خواستار لغو آن شده‌اند.

## قالب برنامه
شرکت‌کنندگان که به آن‌ها «جزیره‌نشین» گفته می‌شود، در یک ویلای لوکس در مایورکا یا آفریقای جنوبی زندگی می‌کنند. آن‌ها باید برای بقا در ویلا، با دیگر شرکت‌کنندگان جفت شوند. جفت‌سازی می‌تواند برای عشق، دوستی یا جایزهٔ نقدی باشد. زوج برنده در پایان فصل، مبلغ ۵۰٬۰۰۰ پوند دریافت می‌کنند.
در طول فصل، شرکت‌کنندگان با رأی عمومی یا بازجفت‌سازی حذف می‌شوند. مخاطبان می‌توانند از طریق اپلیکیشن مخصوص، به زوج‌های محبوب خود رأی دهند. گاهی خود شرکت‌کنندگان نیز باید یکی از اعضا را از ویلا حذف کنند.

## تاریخچه

### دورهٔ کارولین فلک (۲۰۱۵–۲۰۱۹)
در فوریه ۲۰۱۵، بازگشت جزیره عشق اعلام شد، با این تفاوت که شرکت‌کنندگان افراد عادی بودند نه سلبریتی‌ها. کارولین فلک به عنوان مجری معرفی شد و برنامه از ۷ ژوئن ۲۰۱۵ آغاز شد. در فصل اول، جس هیز و مکس مورلی برنده شدند. در فصل دوم، کارا دلا هوید و ناتان ماسی برنده شدند.
فصل سوم در ۲۰۱۷ با نوآوری‌هایی مانند ویلا دوم (کازا آمور) همراه بود. فصل چهارم در ۲۰۱۸ رکوردهای تماشا را شکست و دنی دایر و جک فینچام برنده شدند. فصل پنجم در ۲۰۱۹ نیز با موفقیت فراوان همراه بود و امبر گیل و گرگ اوشی به عنوان زوج برنده شناخته شدند.
در این دوره، شرکت‌کنندگانی مانند سوفی گرادون، مایک تالا‌سیتیس و همچنین خود کارولین فلک، بعد از حضور در برنامه جان خود را گرفتند که منجر به انتقادهای شدید شد.

### دورهٔ لورا ویت‌مور (۲۰۲۰–۲۰۲۲)
با کناره‌گیری کارولین فلک در سال ۲۰۱۹، لورا ویت‌مور به عنوان مجری جایگزین معرفی شد. در فوریه ۲۰۲۰، فلک درگذشت و برنامه به‌طور موقت متوقف شد. به دلیل هم‌گیری کووید-۱۹، فصل تابستان ۲۰۲۰ لغو شد، اما برنامه در سال ۲۰۲۱ بازگشت و فصل هشتم در سال ۲۰۲۲ پخش شد.

### دورهٔ مایا جاما (۲۰۲۳–اکنون)
در اکتبر ۲۰۲۲، مایا جاما مجری جدید برنامه معرفی شد. از سال ۲۰۲۳، برنامه دوباره در دو نسخه زمستانی (در آفریقای جنوبی) و تابستانی (در اسپانیا) برگزار می‌شود. در سال ۲۰۲۴، برنامهٔ جدیدی با عنوان «جزیره عشق: ستاره‌های همه» آغاز شد که در آن فقط شرکت‌کنندگان فصل‌های پیشین حضور دارند.

## جنجال‌ها
جزیره عشق بارها به خاطر اثرات منفی روانی، نبود تنوع نژادی و فیزیکی، و روابط سمی بین شرکت‌کنندگان مورد انتقاد قرار گرفته‌است. مرگ چندین شرکت‌کننده و مجری سابق، منجر به بحث‌های گسترده درباره سلامت روان در تلویزیون واقع‌نما شده‌است. تولیدکنندگان در پاسخ، اقداماتی برای مشاوره و پشتیبانی روانی برای شرکت‌کنندگان اتخاذ کرده‌اند.

## نسخه‌های بین‌المللی
این برنامه منشأ فرنچایزی جهانی بوده و نسخه‌هایی در کشورهای استرالیا، آمریکا، فرانسه، آلمان، سوئد، نیجریه و دیگر کشورها ساخته شده‌است.